# Oboi
Oboiul este un instrument muzical de suflat din lemn, cu ancie dublă. Însăși etimologia numelui său indică acest fapt (fr. hautbois – „lemn înalt/sonor”). În perioada interbelică, denumirea instrumentului în limba română era oboe (din limba italiană), iar mai devreme se folosea chiar forma franțuzească – hautbois. Interpretul instrumentului se numește oboist.
Oboiul poate reprezenta și un registru de orgă cu tuburi, care imită sunetul instrumentului cu același nume.

## Construcție. Trăsături
Timbrul oboiului se diferențiază de cel al altor instrumente de suflat din lemn datorită formei conice a oboiului. Oboiul este prevăzut cu un sistem complex de clape pentru acoperirea cromatică a întinderii sale. Ambușura cu ancie dublă îl face să fie unul din cele mai dificile instrumente de suflat din lemn din orchestra simfonică (alături de fagot și contrafagot).
Construcția conică îi acordă un sunet mai puternic amplificat decât în cazul altor suflători de lemn; totuși, un bun control asupra ambușurii poate remedia acest inconvenient. Oboiul se folosește ca instrument care dă tonul în orchestra simfonică, toate celelalte instrumente realizând acordajul după sunetul la central cântat de oboist.
Oboiul este realizat din cimișir, abanos sau African Blackwood, mai rar intalnim instrumente realizate din lemn de trandafir, Cocobolo și alte specii exotice. Între timp, există, de asemenea si alte experimente de succes cu folie de plastic sau cu materiale compozite (deșeuri de lemn și fibre de carbon). De asemenea, oboiul poate fi realizat si din sticlă acrilică transparentă. Oboiurile din ebonită și sticlă acrilică sunt deosebit de populare pentru utilizare în condiții climatice extreme, deoarece nu există pericol de rupere a lemnului.
Instrumentul de aproximativ 65 de centimetri lungime, are un alezaj conic și, prin urmare, cu ajutorul unei clape poate sări în octava superioară. 
Există oboiuri cu mecanism automat și semi-automat. Mecanismul semi-automat are pentru prima și a doua clapă o manetă pentru a deschide clapa care redă sunetul în octava superioară. Mecanismul automat are pentru octava superioară o singură pârghie, astfel că schimbarea se face automat între tonurile sol#² și la².
Mecanismul complet automat este în Germania, Polonia și Țările de Jos deosebit de răspândit, cel semi-automat în Statele Unite și Franța. 
În plus, pe lângă clapele normale există și clape pentru triluri între do² – re²; do² – do# și la b – si b.  
Ambitusul oboiului se extinde în general de la si b mic până la la³ 
În perioada barocă, oboiul a avut ambitusul de două octave, intervale cromatice, de la do² la do³.
Oboiul are un sunet puternic expresiv iar tehnica de suflare diferă între școlile tradiționale de la un sunet nazal până la unul catifelat. Din sunetul foarte moale caracteristic barocului, tonul oboiului s-a dezvoltat astfel încât s-a ajuns la sunetul oboiului modern cu o gamă largă de posibilități de redare a nuanțelor dinamice și un staccato rapid.
Stilul de cântat variază foarte mult între școlile individuale, astfel unii oboiști, cum ar fi Albert Mayer și Leleux François, au menținut un sunet catifelat-moale, în timp ce alți oboiști, cum ar fi Heinz Holliger, Pierlot Pierre și Burkhard Glaetzner, au un sunet luminos cu o tehnică de cântat nazală. Astfel s-a categorisit sunetul oboiului între „sunetul german” plin, voluminos și sunetul „francez” mai flexibil dar mai restrâns.
Din cauza sunetelor armonice superioare foarte pregnante ale oboiului (mai ales 3, 4 și 5), începând cu secolul al IX-lea, oboistul este cel după care se acordează întreaga orchestră la repetiții.
Oboiul este acordat în America, la aproximativ 440 Hz (la din prima octava). În Europa de Vest și Centrala „la” este acordat la 442–444 Hz iar la Viena de la 443 Hz la 446 Hz.
Ancia
Ancia dublă a oboiului, pe scurt "tub", este făcută de oboiști din internoduri de tulpină de stuf (Arundo donax). Lemnul provine din regiunea din jurul Avignonului (sudul Franței) sau din California, în cazul în care acesta este crescut special pentru acest scop. Pozițiile în Franta la Frejus și Avignon au condiții climaterice speciale care nu se găsesc nicăieri în altă parte. 
Înainte de utilizare, oboistul înmoaie ancia în apă pentru a deveni flexibilă și pentru a putea fi utilizată.
Calitatea sunetului oboiului depinde în cea mai mare parte de calitatea lemnului și a modului de producție atentă a anciei.
Ancia constă dintr-un manșon (la capătul inferior există un tub metal conic) și lemnul, care este legat de acel manșon. Există școli diferite și metode de construcție în consecință.

## Istoric
Cea mai veche reprezentare a unui oboi precursor provine din anul 3000 î.Hr. în cele mai vechi timpuri a existat deja oboiul, cum ar fi instrumente:  Aulosul grec sau Tibia romana.
Biblia menționează un instrument oboi-cum ar fi cel numit Chalil. Acest lucru a fost folosit în templul din Ierusalim. Psalmistul David a cerut ca Dumnezeu să fie laudat cântând cântece de laudă cu Chalilul.
În Evul Mediu, au existat diferite forme de instrumente cu ancie dublă, cum ar fi Pommer sau Schalmei. 
Următoarea apariție a Oboiului datează, în secolul al VII-lea de Jean de Hotteterre. Oboiul baroc a fost fabricat cu șapte găuri și două lambouri. De-a lungul timpului, a fost dezvoltat în continuare și echipat cu mecanică sofisticateă.
În secolul al VIII-lea au existat două forme principale ale Oboiului: Piccola oboi (forma de azi) și Bassa oboi (Grand Hautbois).
Primul Oboi modern își face apariția în jurul anului 1660, în zilele de Jean-Baptiste Lully și de Hotteterre Jean. Prima înregistrare a unui oboi poate fi găsită în Opera “Pamone” de Cambert Robert (1628-1677).
Originile instrumentului sunt foarte vechi, încât instrumente rudimentare care să folosească același principiu de emisie a sunetului (ancia dublă) sunt cunoscute încă din Antichitate. Un binecunoscut instrument de suflat din Grecia antică ce pare să fi folosit o astfel de ambușură este aulos. Există numeroase alte exemple de instrumente din spațiul european care au prefigurat oboiul modern. Astfel, oboiul medieval (engl. shawm) a evoluat în Franța secolului al XVII-lea către oboiul baroc, capabil de un ambitus identic cu cel al unui blockflöte sopran (două octave și un ton, pornind de la do central); înaintarea la octavă se făcea prin suflu, iar numărul de clape era redus. Perfecționarea instrumentului către forma în care e cunoscut astăzi, oboiul modern, a implicat lărgirea ambitusului (până la trei octave, folosind tehnici speciale), stabilirea unui sistem de clape cu funcțiuni semi-automate (astăzi, în număr de 45) și reducerea cu mult a diametrului instrumentului.

## Familia oboiului
Există tipuri diferite de oboiuri. Cele mai cunoscute în Europa sunt:
1. Oboe
2. Oboe d'amore
3. Cornul englez
4. Oboe da caccia (Oboiul de vânătoare)
5. Musette
6. Oboi bariton, Heckelphon (invenție a secolului XX)
7. Oboiul baroc

În Europa, dar și pe alte continente, figurează varietăți mai mult sau mai puțin asemănătoare cu oboiul, ce păstrează elementul esențial de construcție amintit. Mai cunoscute sunt instrumentele populare: mussette și bombarda (franțuzești, al doilea fiind specific pentru regiunea Bretania), piffaro și ciaramella (din Italia).
Oboi d'amore sună cu o terta mică mai jos decât oboiul. Cornul englez este acordat în Fa și sună cu o cvintă mai jos. Predecesorul cornului englez este Oboiul da Caccia. Heckelphonul și Oboiul bariton sună prin costrucția lui cu o octavă mai jos (chiar și oboiul bas) ambele sunt acordate în do. Musette (în fa) este acordat cu o cvarta mai decât oboiul. Pentru condițiile din perioada barocă, precum și spectacole cu instrumente similare (autentice) s-a reîncercat reconstruirea așa-numitului oboi în stil baroc.

## Repertoriu
Muzica Solo pentru Oboi:
Întrucât perioada barocă, oboiul este un instrument solo popular, mulți compozitori au estimat puterea de expresie a oboiului ca fiind asemănătoare cu vocea umană. Johann Sebastian Bach în Cantatele și Pasiunile lui a așezat oboiul în fucție de instrument de acompaniament pentru a exprima emoții diferite (de multe ori durere sau de tristețe, de asemenea și o mulțime de sentimente plăcute sau pastorale). Un compozitor important în literatura pentru oboi din secolul al și VIII-lea a fost Georg Philipp Telemann. Din cele nouă concerte rămase de la Telemann, trei sunt scrise oboi d'amore. Una dintre primele lucrări care a fost publicat în editura sa, a fost Mica musica de camera, șase Partitele, „...special pentru Hautbois...”  in anul 1716, dedicate special pentru oboiști.
Astfel, în perioada barocă sonată pentru oboi și bas cifrat a fost o formă populară preferată, iar mai târziu oboiul a apărut în muzica de cameră ca și instrument solo. Aici amintim cele „Trei romante” a lui Robert Schumann și Sonata pentru oboi și pian de Camille Saint-Saens și Paul Hindemith, Sonata pentru oboi și pian de Francis Poulenc.
Printre concerte celebre oboi:
JS Bach: BWV 1053 și 1055 (pentru oboi d'amore) BWV 1056 (oboi), BWV 1060(vioara si oboi)
Alessandro Marcello: Concertul pentru oboi și orchestră în re minor
Wolfgang Amadeus Mozart: Concertul pentru oboi și orchestră în Do major, K. 314
Joseph Haydn: Concertul pentru oboi și orchestră în VIIg Hob inDo Major
R. Vaughan Williams: Concertul pentru oboi și coarde în la minor (1944)
R. Strauss: Concertul pentru oboi și orchestră în Re major
B. Martinu: Concertul pentru oboi și orchestră mică (1955)
Frigyes Hidas: Concertul pentru oboi și orchestră (1952)
Bruno Maderna Concertul pentru oboi și ansamblu cameral (prima oboi Concertul,1962), două Oboi Concertul (1967); 3 Oboi Concertul (1973)
Alte compozitori au făcut, contribuțiile la acest gen sunt George Frideric Handel și Antonio Vivaldi.
Compozitorul american John Corigliano in Concertul sau pentru Oboi, atrage atenția unor caracteristici neobișnuite, dar tipice ale oboiului: asa incepe prima parte „Tuning Game”  cu o paarte improvizata a orchestrei pe o tema a Oboiului solo. 
În ultima parte „ Rheita Dance”, Oboistul imita un oboi arab numit (Rhaita).
Printre lucrările pentru oboi fara acompaniament putem mentiona: „Cele șase Metamorfozele lui Ovidiu” de Benjamin Britten si 
Luciano Berio „Sequenza VII”.
Muzica de cameră:
În muzica de cameră pentru instrumente de suflat din lemn, oboiul joacă un rol important în Cvintete și în Octete. O formă cunoscută este Trio pentru instrumente de suflat (3 oboiuri și un corn englez) sau Trioul Trio d'Anches cu oboi, clarinet și fagot.
Alte piese importante în diferite combinații se găsesc în compozițiile compozitorilor Francis Poulenc, Heitor Villa-Lobos, Bohuslav Martinu și André Jolivet.
Cvartetul pentru oboi și instrumente cu corzi, KV. 370 de Mozart este cel mai faimos din muzica de cameră.
În afara granițelor acestor genuri, oboiul este rareori folosit. În vreme ce în muzica de jazz nu a reușit să se impună (există doar câteva încercări obscure), genurile rock și pop i-au acordat un număr de apariții memorabile. Astfel, în anii 1960, oboiul poate fi auzit pe înregistrări de Sonny and Cher („I've Got You Babe”), The Turtles („Happy Together”), The Moody Blues ș.a. O piesă în care oboiul joacă un rol important este „Twist in My Sobriety” (1988), semnată Tanita Tikaram.

## Imagini

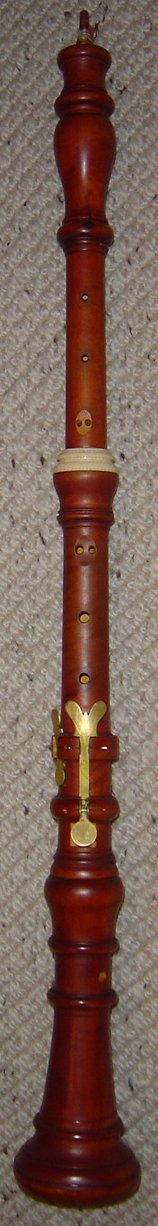
Oboi baroc
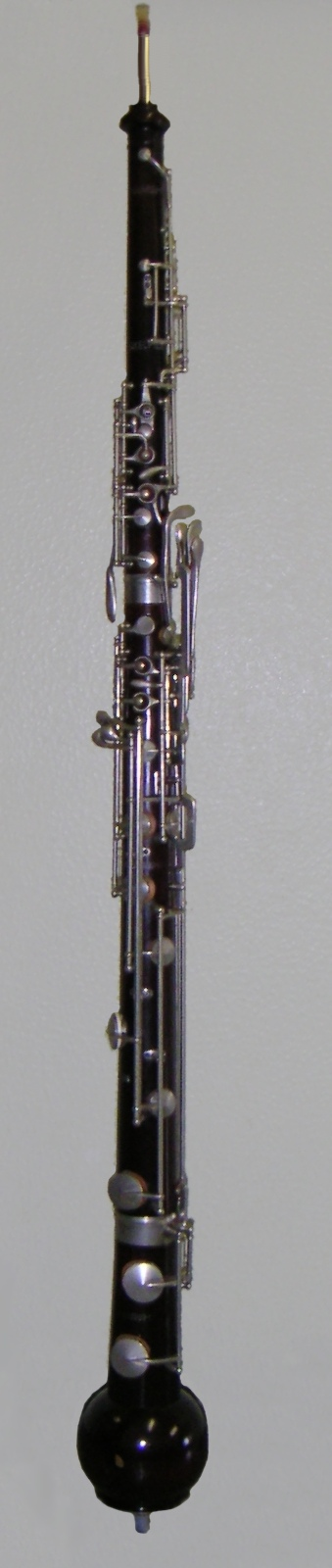
Heckelfon
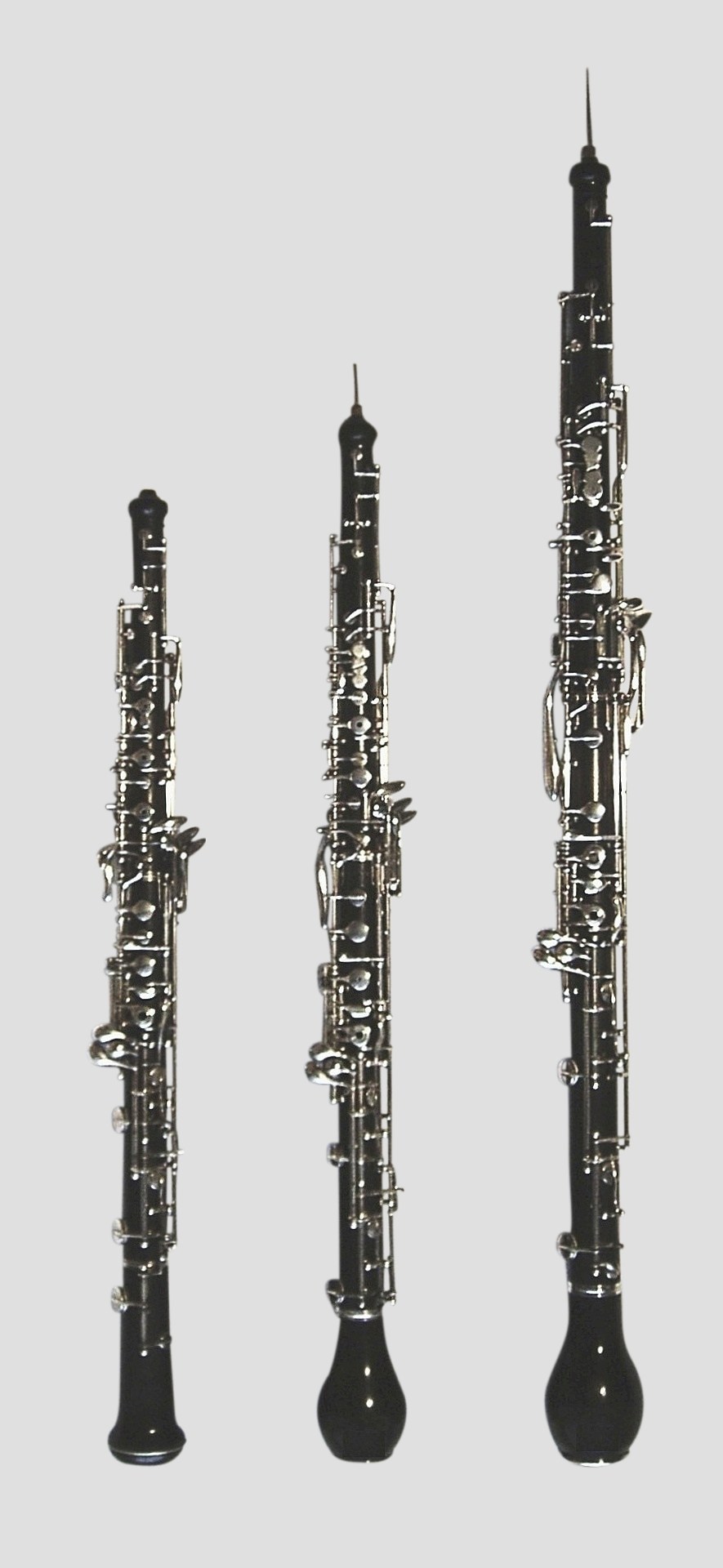
De la stânga: oboi, oboe d'amore și corn englez